# Omar Al Marzouqi
Omar Abdul Aziz Al Marzouqi, né le 28 mars 2003, est un cavalier émirati.

## Biographie

### Jeunesse et formation
Omar Al Marzouqi pratique l'équitation depuis le plus jeune âge, son père étant un cavalier de saut d'obstacles ainsi qu'un entraîneur d'équitation.
Il est diplômé de la Sorbonne Université Abou Dhabi,.

### Carrière
À l'âge de 15 ans, il est médaillé d'argent aux Jeux olympiques de la jeunesse de 2018 à Buenos Aires,,.
Aux Jeux asiatiques de 2022 à Hangzhou, Al Marzouqi remporte deux médailles en saut d'obstacles, une médaille d'argent individuelle et une médaille de bronze par équipe,,.
En mai 2024, il remporte le Grand Prix CSI4* 1.55m au championnat Montefalco en Italie, montant le cheval Enjoy de la Mure.
En juillet 2024, il est nommé porte-drapeau de la délégation des Émirats arabes unis aux Jeux olympiques d'été de 2024.